# Alfa Romeo 155
L'Alfa Romeo 155 est une berline du constructeur automobile italien Alfa Romeo produite de 1992 à 1997, et remplacée par l'Alfa Romeo 156.
Elle est positionnée comme remplaçante de l'Alfa 75 dans la nouvelle gamme désormais dirigée par le groupe Fiat à travers la société Alfa-Lancia Industriale créée en 1987. Pour des raisons économiques et de délai de conception, les nouveaux véhicules sont étroitement dérivés de véhicules Fiat et Lancia existants et sont produits dans les mêmes usines. Seuls le style (carrosserie et intérieur) et les motorisations sont distinctifs des modèles Alfa Romeo.
Ainsi la 155 abandonne le schéma "Transaxle" (moteur longitudinal et propulsion, boite de vitesses à l'arrière, essieu rigide) datant de l'Alfetta de 1972, pour reprendre la plateforme de la Fiat Tipo : moteur transversal et traction avant, suspension avant type Mc Pherson, suspension arrière à bras tirés reliés par une traverse élastique.
Après la 164 qui avait entamé cette conversion vers des solutions techniques contemporaines et devenues très communes dans la production automobile, la 155 achève d'enterrer une certaine philosophie des véhicules sportifs qui faisait l'âme de la marque depuis les années 50 et déclenchait l'enthousiasme des alfisti. La raison l'a emporté sur la passion.
Toutefois, la ligne "en coin" dessinée par l'équipe du cabinet I.De.A Institute, dirigé par Ercole Spada, a su rendre un caractère très "alfiste" à cette berline moyenne qui paraît beaucoup plus sage dans ses déclinaisons Fiat Tempra et Lancia Dedra. Cette ligne presque agressive, caractérisée par une calandre basse, des blocs optiques avant très minces, un arrière haut et massif et une ligne de ceinture haute et aux profondes rainures latérales, donne immédiatement un sentiment de sportivité.
Les clients attachés aux traditions de la marque peuvent se consoler avec les motorisations qui sont exclusivement réservées à la 155 (hormis le 1.9 TD très répandu dans le groupe Fiat).

## Phase 1 (1992 - 1995)

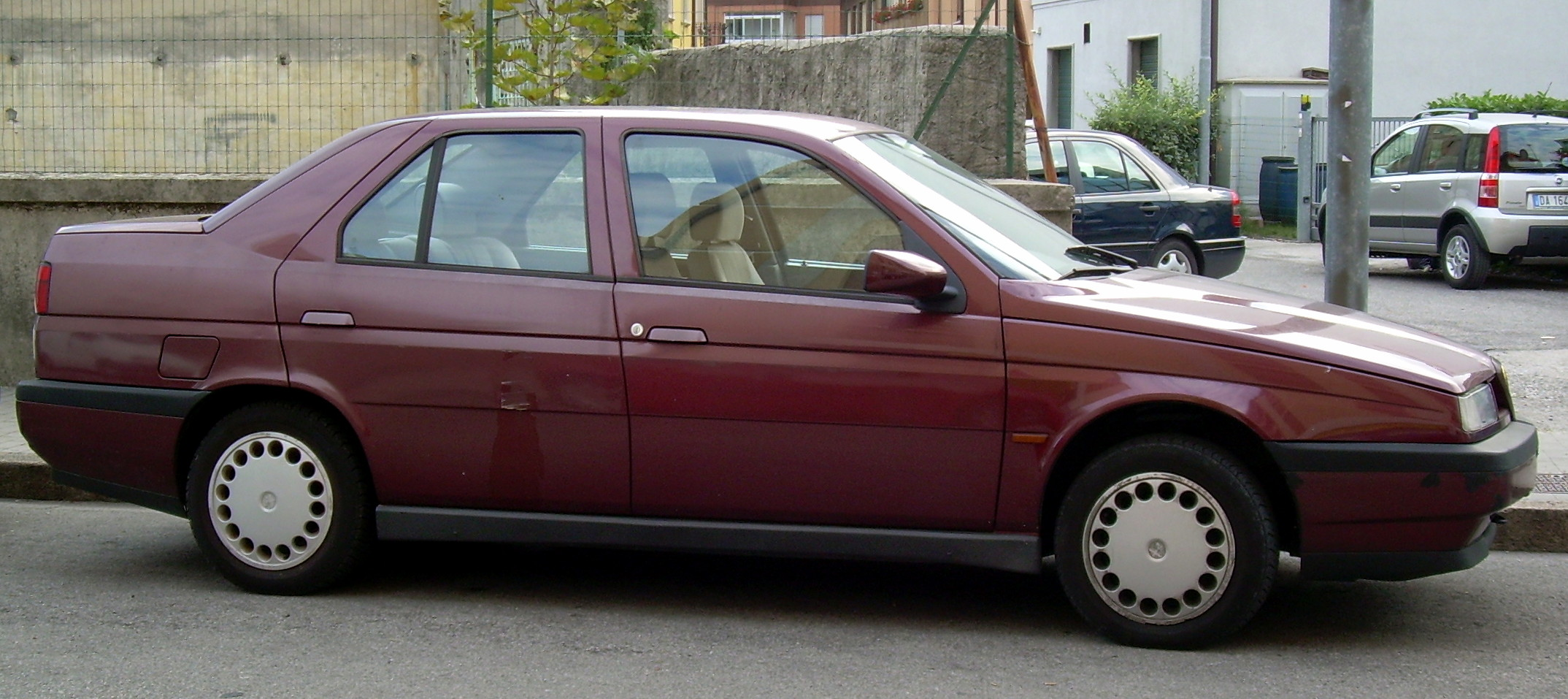
Alfa 155 - première série (1992-1995)

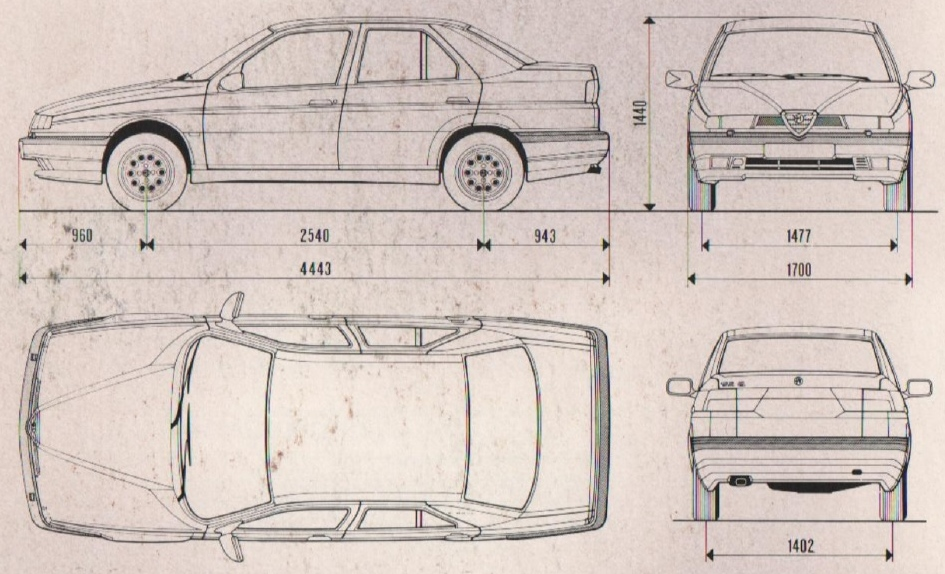
Les dimensions de l'Alfa 155 Phase 1

Présentée en avant-première à Barcelone en janvier 1992 puis lancée au mois de mars au salon de Genève, la 155 est au départ uniquement disponible en motorisations essence.
Les moteurs 4 cylindres "Twin Spark" (2 bougies par cylindre) sont basés sur le moteur apparu en 1987 sur l'Alfa 75 2.0 TS et "transversalisé" sur la 164 2.0 TS : bloc aluminium, double arbre à cames en tête, 8 soupapes, distribution par chaîne et variateur de phase, gestion Bosch Motronic. Deux versions sont disponibles : 1 773 cm3 (126 ch) et 1 995 cm3 (143 ch). 
Le haut de gamme est assuré par le V6 2.5 à 12 soupapes "Busso" hérité des Transaxle, puis "transversalisé" et catalysé sur la 164 3.0 V6, et dont une nouvelle gestion Bosch Motronic 1.7 permet une réduction de la consommation et une légère optimisation de la courbe de puissance (166 ch).
La version sportive Q4 est dotée d'ailes plus larges, de pare-chocs spécifiques, de jantes en alliage Speedline 16 pouces, d'un amortissement piloté et d'un équipement intérieur plus sportif.
Le moteur provient de la Lancia Delta Integrale (Euro 2) dont la puissance a été réduite : 2 litres 16 soupapes et turbo de 192 ch.
La transmission à 4 roues motrices permanente provient aussi des Lancia Delta et Dedra Integrale. 
En 1993, la gamme est complétée par l'introduction des versions 1.7 Twin Spark (115 ch), TD (moteur Fiat 1.9L de 92 ch) et TD 2.5 (moteur VM de 125 ch). Le 2.5 partagé avec la 164 est à l'époque l'un des diesels les plus puissants et les plus performants de la production automobile de grande série.

## Phase 2 (1995 - 1997)

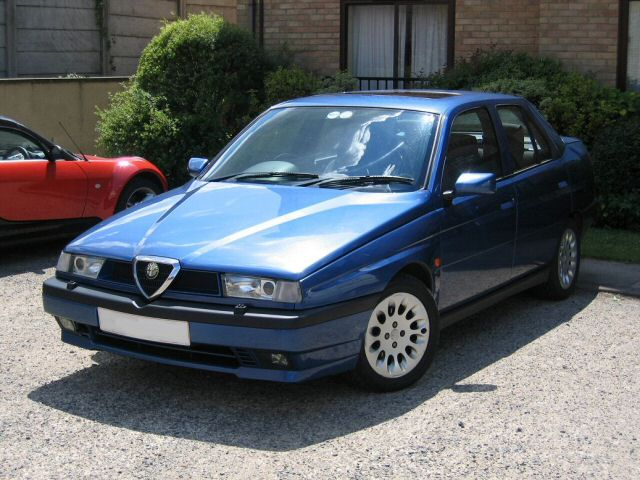
Alfa 155 - seconde série (1995-1997)

En 1995, un restylage intervient avec notamment des ailes galbées pour couvrir des voies élargies, une calandre (scudetto) modifiée, de nouvelles teintes de carrosserie avec des pare-chocs désormais peints sur toutes les versions, de nouvelles jantes... 
La dénomination de la gamme devient Alfa 155 Super.
La gamme des moteurs essence est entièrement revue. Les blocs historiques Alfa en aluminium sont abandonnés, sauf le 2.5 V6 qui perdure mais dont la gestion Motronic retouchée abaisse la puissance à 163 ch.
Les moteurs Twin Spark sont désormais des blocs Fiat "Pratola Serra" (famille B) sur lesquels sont montées des culasses spécifiquement développées pour la gamme Alfa Romeo, avec 16 soupapes, variateur de phase et 2 bougies par cylindre. Ces nouveaux TS n'ont techniquement plus rien en commun avec les TS d'origine Alfa : bloc en fonte, distribution par courroie, arbre d'équilibrage...
Versions : 1.6 TS 16V (1 581 cm3 / 120 ch), 1.8 TS 16V (1 747 cm3 / 140 ch), 2.0 TS 16V (1 970 cm3 / 150 ch). 
Les moteurs diesel demeurent inchangés. La version Q4 est abandonnée.
La production s'arrêta fin 1996, et les stocks furent écoulés jusqu'au début de l'année 1998. En 1997 est lancée la remplaçante de la 155, un modèle qui rencontrera un grand succès : l'Alfa 156.
La ligne précocement dépassée de la 155, les finitions pas toujours excellentes et la quantité excessive de composants partagés avec d'autres modèles Fiat limitèrent grandement les ventes, malgré les succès sportifs dans le championnat DTM. À cette période, elle dut affronter sur le marché automobile les modèles suivants : Audi A4, BMW Serie 3, Citroën Xantia, Ford Mondeo, Mercedes-Benz Classe C, Peugeot 405/406.

## Prototypes et Séries spéciales
Le département compétition Abarth est chargé par Fiat de développer et d'exploiter une version d'Alfa 155 en compétition. La 155 GTA (projet SE053) est présentée pour évoquer le palmarès en compétition de la Giulia GTA. En parallèle, Abarth développe en 1992 la 155 GTA Stradale, un prototype de version routière inspiré par la voiture de compétition et utilisant les organes mécaniques (moteur, transmission, trains roulants) de la Lancia Delta HF Integrale. Le but était de convaincre la direction d'Alfa Romeo de la produire en série. Ce modèle présenté au salon de Bologne 1994 n'entre pas en production.
Cependant, Ercole Spada conserve l'idée d'une déclinaison très sportive de la 155 et propose à Zagato (société avec laquelle il collabore encore régulièrement) de la développer. Un prototype est réalisé sur la base de la 155 Q4, avec le moteur de la Lancia Integrale Evolution (215 ch). Un kit carrosserie avec des extensions d'ailes, des spoilers, et un imposant aileron arrière lui donnent une apparence de la voiture courant en DTM. Cette version est dénommée 155 TI-Z (Turismo Internazionale Zagato) et présentée au salon de Genève 1994.
Zagato en grande difficulté financière espère convaincre la direction d'Alfa de mettre en production cette version sportive. Un 2e prototype encore plus typé compétition est réalisé, avec des voies très élargies, c'est la 155 GTA-Z. Mais Alfa Romeo renonce définitivement à ce projet.
La filiale japonaise de Zagato étant très intéressée par ces prototypes, une vingtaine d'exemplaires de 155 TI-Z seront fabriqués à la demande pour une clientèle très restreinte entre 1995 et 1997, avec des motorisations et configurations différentes : 2.0 Twin-Spark 170 ch et 2.5 V6 220 ch en traction avant, 2.0 turbo 16V 215 ch en traction intégrale.
Plusieurs séries spéciales de l'Alfa 155 ont été proposées sur différents marchés.
- 155 Trofeo (1993) : motorisation 1.8 Twin Spark (129 ch), aileron arrière, pack d'options. 300 exemplaires pour le marché français.
- 155 Silverstone (1994) : motorisation 1.8 Twin Spark (129 ch), aileron arrière, pack d'options. Uniquement marché italien et britannique (volant à droite).
- 155 Formula (1994) : motorisation 1.8 Twin Spark (129 ch), aileron arrière, pack d'options. Identique à la série Silverstone pour les autres marchés, 2 500 exemplaires au total.
- 155 1.8 Sport (1995-1996) : motorisation 1.8 Twin Spark (129 ch), aileron arrière, jantes alliage de 16 pouces, pack d'options. 2 500 exemplaires.
- 155 DTM Edition (1995) : motorisation 2.0 Twin Spark (143 ch), jantes alliage, pack d'options. Uniquement marché allemand.
- 155 V6 Sportiva Giappone (1996) :  motorisation 2.5 V6 (163 ch), kit carrosserie Lester, jantes alliage. Uniquement marché japonais (volant à droite).
- 155 Super Trofeo (1997) : motorisations 1.8 Twin Spark 16V (140 ch), 2.0 Twin Spark 16V (150 ch), 2.5 TD (125 ch), kit carrosserie, aileron arrière, sellerie Recaro, pack d'options. Uniquement marché belge.
- 155 Arrivederci (1998) : motorisations 2.0 Twin Spark 16V (150 ch), 2.5 V6 (163 ch), plaque numérotée, pack d'options. 500 exemplaires en TS et 250 en V6. Uniquement marché japonais (volant à droite).

## L'Alfa 155 en compétition

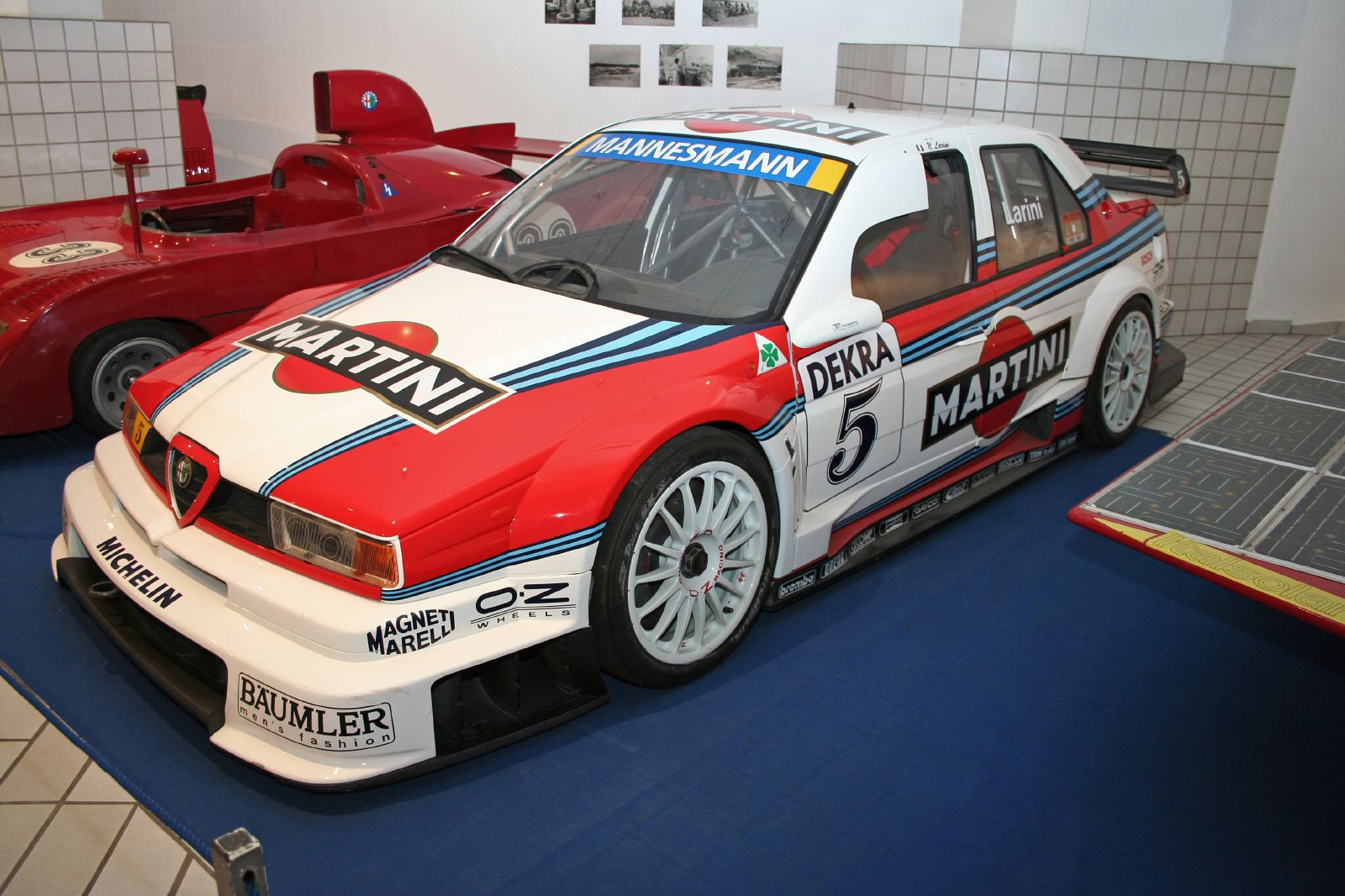
Alfa Romeo 155 V6 TI DTM

Dès 1992, la 155 GTA est engagée en compétition. Elle dispose d'une traction intégrale permanente, et d'un moteur 4 cylindres 2 litres turbo 16 soupapes développant 400 ch. L'intercooler était refroidi par brumisation d'eau. La transmission était à 6 rapports ; les freins dérivaient de la Formule 1.

### Alfa Romeo 155 V6 Ti
En 1993, la 155 GTA est remplacée par la 155 TI dotée d'un moteur V6 à 60° 2,5 litres développant 430 ch à 12 000 tr/min. Ce modèle aux couleurs Martini de l'époque était piloté par Nicola Larini qui remporta le championnat DTM de 1993. Par ailleurs, elle participa dans les années 1990 à différentes compétitions pour voitures de tourisme selon la réglementation Supertourisme et était conduite par d'autres pilotes italiens comme Alessandro Nannini et Gabriele Tarquini (ce dernier a été le vainqueur du British Touring Car Championship 1994).
À partir de 1996, la 155 TI est motorisée par un V6 à 90° développant 480 ch à 11 900 tr/min. 
À titre d'anecdote, ce moteur a un lien indirect avec le V6 PRV. La règlementation très souple du championnat DTM imposait peu de contraintes, mais fixait certaines conditions sur la motorisation : l'architecture du moteur devait être similaire à celle d'un modèle commercialisé par la marque dans les années précédentes, en particulier pour la disposition des cylindres (en V, en ligne...) et pour la distance d'entraxe des cylindres.
Les motoristes d'Abarth ont déterminé que le seul moyen de faire évoluer la puissance de la 155 tout en conservant la fiabilité était de fabriquer un nouveau bloc V6 à 90° afin d'utiliser un vilebrequin plus court, donc plus rigide et plus fiable. Il fallait donc trouver un moteur en V à 90° dans l'histoire de la production Alfa Romeo pour respecter la clause du règlement, mais seul le moteur V8 de la Montreal amputé de 2 cylindres pouvait s'en approcher. Grâce à une interprétation subtile, la recherche s'est étendue à la production de la société Alfa-Lancia Industriale SpA (créée lors du rachat par Fiat en 1986). Ainsi, c'est le V6 2.8L PRV installé dans la Lancia Thema qui devint la justification du projet. Pour des raisons marketing, cette anecdote est longtemps restée confidentielle.

### Palmarès sportif
- Championnat d'Italie de Supertourisme 1992 (Nicola Larini)
- Deutsche Tourenwagen Meisterschaft (DTM) 1993 (Nicola Larini)
- British Touring Car Championship (BTCC) 1994 (Gabriele Tarquini)
- Campeonato Espanol Turismos (CET) 1994 (Adrian Campos)
- Campeonato Espanol Turismos (CET) 1995 (Luis Villamil)
- Campeonato Espanol Turismos (CET) 1997 (Fabrizio Giovanardi)

## Record du monde de vitesse
Le 25 septembre 1992 sur le lac salé de Bonneville (Utah), une Alfa 155 Q4 spécialement préparée, dont la puissance a été portée à 365 ch, décroche le record officiel de vitesse en catégorie "voiture de série à moteur suralimenté de moins de 2 litres de cylindrée" (G/PS). La vitesse a été homologuée à 293,307 km/h.